# Бортовой трап
Бортовой (встроенный) трап самолёта — самолётный трап, являющийся частью оборудования самолёта. Используется для посадки и высадки пассажиров на аэродромах без использования обычного трапа. Конструктивно может быть объединён с дверью (Ил-86, задний встроенный трап на Boeing 737) или представлять собой отдельный элемент (Ан-24, Ил-114), который складывается и хранится внутри самолёта у входа, либо в специальном отсеке (передние трапы на Boeing 737 и 727). Складные бортовые трапы исключают проблемы при использовании внешнего трапа. Трап, объединённый с дверью, может стать помехой для постановки передвижного или телескопического трапа в аэропорту.
Хвостовой встроенный трап часто применяется на пассажирских самолётах с задним расположением двигателей (Caravelle, Як-40, Boeing 727). Почти всегда лестница здесь является частью крышки люка.
Встроенный трап упрощает эксплуатацию самолётов в недостаточно хорошо оборудованных аэропортах, поэтому встроенные трапы были распространены на самолётах второй половины XX века. На некоторых типах самолётов встроенный трап был обязательной частью конструкции. Примером может служить Ил-86, единственный широкофюзеляжный самолёт в мире, выпускавшийся с встроенными трапами. Развитие аэропортов и распространение стационарных телескопических трапов сделало встроенные трапы излишеством. Наличие бортового трапа увеличивает массу самолёта, что ухудшает его экономические показатели, поэтому сегодня встроенные трапы применяются ограниченно, и преимущественно на региональных самолётах.
Встроенные трапы имеются практически на всех бизнес-джетах вне зависимости от их размера, для обеспечения максимальной автономности самолёта в любом аэропорту. Самолёт VC-25, который используется президентом США, например, имеет два встроенных трапа на нижней палубе, напоминающие трапы Ил-86.
К бортовым трапам относятся также надувные или натяжные трапы, которые используются только для экстренной эвакуации пассажиров и экипажа. Любые бортовые трапы относятся к бортовому аварийно-спасательному оборудованию.
После попытки угона самолёта в США Деном Купером, с последующим прыжком угонщика с парашютом, открытие бортового трапа в воздухе предотвращается специальным устройством — «лопаткой Купера».